# Patrick Bauchau
Patrick Nicolas Jean Sixte Ghislain Bauchau, född 6 december 1938 i Bryssel, är en belgisk skådespelare. Han är kanske mest känd som skurkhantlangaren Scarpine i Bondfilmen Levande måltavla från 1985.

## Filmografi i urval
- 1967 – Samlerskan
- 1982 – Sakernas tillstånd
- 1985 – Levande måltavla
- 1989 – Australia
- 1996 – Vampyrernas hemlighet (TV-serie) (åtta avsnitt)
- 1996–2000 – Kameleonten (TV-serie) (86 avsnitt)
- 2000 – The Cell
- 2002 – Panic Room
- 2009 – 2012
- 2010 – Extraordinary Measures
- 2015 – The Girl King